# Csesznek

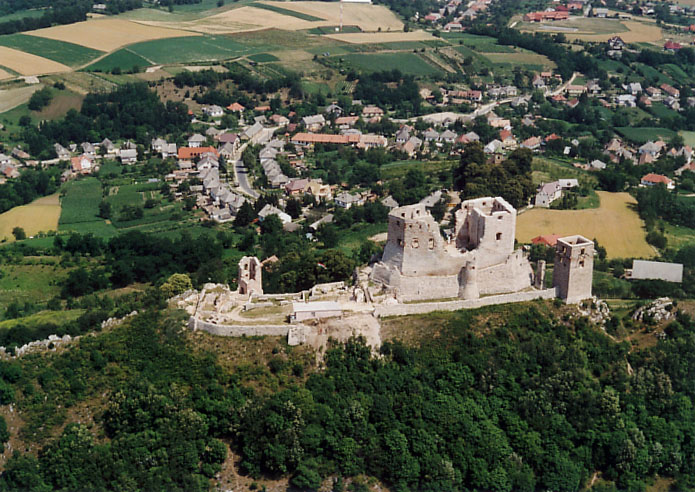
A vila e o castelo

Csesznek (alemão: Zeßnegg, Croatian: Česneg e Slovak: Česnek) é uma vila no condado de Veszprém, Hungria. Famoso por seu castelo medieval.
O castelo medieval de Csesznek foi construído perto de 1263 pelo Barão Jakab Cseszneky que era a espada-correia do rei Bela IV da Hungria. E seus descendentes chamaram-se perto do castelo: Cseszneky. Entre 1326 e 1392 era um castelo real quando o rei Sigismundo o ofereceu para a família de Garai entretanto pelo Banato de Macsó. Em 1482 a linha masculine do extingió dos Garais e do rei Matias Corvino doou o castelo à família de Szapolyai. No 1527 o Barão Bálint Török ocupou-o. Durante o décimo sexto século as famílias Csábi, Szelestey e Wathay estavam na possessão de Csesznek. Em 1561 Lőrinc Wathay repeliu com sucesso os turcos. Não obstante, em 1594 o castelo foi ocupado pelas tropas turcas, mas já em 1598 os húngaros recuperaram-no. Em 1635 Dániel Esterházy comprou o castelo e a vila e até à data desse tempo de Csesznek era a propriedade da família de Esterházy até 1945.